# Diospyros tricolor
Diospyros tricolor är en tvåhjärtbladig växtart som först beskrevs av Heinrich Christian Friedrich Schumacher och Peter Thonning, och fick sitt nu gällande namn av William Philip Hiern. Diospyros tricolor ingår i släktet Diospyros och familjen Ebenaceae. Inga underarter finns listade i Catalogue of Life.